# براون شیپلی
براون شیپلی (انگلیسی: Brown Shipley) شرکت خدمات مالی و بانکداری آمریکایی است، که در سال ۱۸۱۰ توسط آلکس. براون اند سانز تأسیس شد.